# Buick Master Six
Der Buick Master Six war eine Serie von Personenkraftwagen mit Sechszylindermotor, die in den Modelljahren 1926 bis 1927 von Buick als Nachfolger der Serie 24-Six in den USA gefertigt wurde. 
1928 bekamen die Wagen den Namenszusatz Serie 120 in Anlehnung an den Radstand in Zoll. Im Folgejahr ersetzte ihn die Serie 121 und Serie 129.

## Master Six (1925–1927)
Die neuen großen Sechszylindermodelle für 1925 hatten einen obengesteuerten Motor mit einem Hubraum von 4.178 cm3 und einer Leistung von 70 PS (51 kW). Der Radstand der mit vierzehn verschiedenen zwei- und viertürigen Karosserien verfügbaren Wagen betrug 3.048 mm (Wagen mit 2 bis 5 Sitzplätzen), bzw.  3.251 mm (Wagen mit 7 Sitzplätzen). Ihr Aussehen ähnelte dem der Vorgänger.
Im Folgejahr wurden die Wagen leicht überarbeitet: Die Kanten am Kühler wurden etwas weicher und die Scheinwerfereinsätze waren nun tauschbar. Dazu gab es einen größeren Motor mit 4.490 cm³ Hubraum und einer Leistung von 75 bhp (55 kW). Die Anzahl der verfügbaren Karosserien reduzierte sich auf dreizehn (einschl. eines Taxis).
1927 gab es stilistisch keine Veränderungen. Es gab in diesem Jahr lediglich elf Karosserien zur Auswahl.
In drei Jahren waren 308.694 Master Six entstanden.

## Master Six Serie 120 (1928)
1928 wurde das Vorjahresmodell ohne große Änderungen übernommen, bekam aber den Zusatz Serie 120, die den (kleineren) Radstand bezeichnete. Die stilistischen Änderungen beschränkten sich auf die Scheinwerfer, die anstatt der bis dahin üblichen Trommelform ein halbkugelförmiges Gehäuse erhielten. Zehn verschiedene Karosserien mit zwei bis vier Türen wurden angeboten.
In diesem Jahr wurden 102.409 Fahrzeuge von der Serie 120 erstellt.

## Serien 121 und 129 (1929)
1929 kam es zu einer kompletten Überarbeitung der Serie durch das General Motors Art & Colour Department. Der Radstand wuchs um 1″ und die Karosserien bekamen eine Ausbauchung 40 mm unterhalb der Gürtellinie, die der Serie den wenig schmeichelhaften Namen Schwangerer Buick einbrachte. 
Ein Cabriolet und die im Vorjahr nicht mehr gefertigte Pullman-Limousine waren dazu gekommen und es wurden sechs verschiedene Karosserien mit kurzem Radstand (Serie 121) und acht verschiedene Karosserien mit langem Radstand (Serie 129) angeboten. Entfallen war der Name Master Six. Deutlich zugelegt hatte der Sechszylindermotor, der nun 91 PS (67 kW) aus einem Hubraum von 5.073 cm³ schöpfte. 
Vom Publikum wurden die Änderungen allerdings offensichtlich nicht honoriert, denn in diesem Jahr entstanden vom großen Sechszylinder nur noch 61.893 Exemplare mit kurzem Radstand und 26.390 Einheiten mit langem Radstand. 
Ab 1930 ersetzten die Serie 50 und die Serie 60 diese Wagen.

## Quelle
- Kimes, Beverly R. & Clark, Henry A. jun.: Standard Catalog of American Cars 1805–1942. Krause Publications, Iola 1985, ISBN 0-87341-045-9

Im Zeitraum von 1942 bis 1946 gab es aufgrund des Zweiten Weltkrieges nur eine eingeschränkte zivile Fahrzeugproduktion.